# Аянка
Аянка  (рос. Аянка) — село у Пенжинському районі Камчатського краю Російської Федерації.
Населення становить 273 особи. Входить до складу муніципального утворення село Аянка.

## Історія
До 1 червня 2007 року у складі Коряцького автономного округу Камчатської області, відтак у складі Камчатського краю. Згідно із законом від 2 грудня 2004 року органом місцевого самоврядування є село Аянка.

## Населення
| 2002 | 2010 | 2012 | 2013 | 2014 | 2015 | 2016 |
| ---- | ---- | ---- | ---- | ---- | ---- | ---- |
| 348  | ↘291 | ↘287 | ↘283 | →283 | ↘281 | ↘279 |
| 2017 | 2018 |      |      |      |      |      |
| ↘265 | ↗273 |      |      |      |      |      |